# بيلي هاتشر
بيلي هاتشر (بالإنجليزية: Billy Hatcher) هو لاعب كرة قاعدة أمريكي، ولد في 4 أكتوبر 1960 في ويليامز في الولايات المتحدة.

## وصلات خارجية
- بيلي هاتشر على موقع دوري كرة القاعدة الرئيسي (الإنجليزية)
- بيلي هاتشر على موقعبيزبول رفرنس.كوم (الدوري الرئيسي) (الإنجليزية)
- بيلي هاتشر على موقعبيزبول رفرنس.كوم (الدوري الثانوي) (الإنجليزية)
- بيلي هاتشر على موقع إي إس بي إن.كوم (أم.أل.بي) (الإنجليزية)
- بيلي هاتشر على موقع مشجعي الرسوم البيانية (الإنجليزية)